# Ivana Kubešová
Ivana Kubešová (geb. Kleinová, geschiedene Walterová; * 26. Mai 1962 in Šumperk) ist eine ehemalige tschechoslowakische und tschechische Mittel- und Langstreckenläuferin.
1983 gewann sie bei den Halleneuropameisterschaften in Budapest Bronze über 1500 Meter. Bei den Weltmeisterschaften in Helsinki wurde sie über dieselbe Distanz Elfte und schied über 3000 Meter im Vorlauf aus.
Einer Bronzemedaille über 3000 Meter bei den Halleneuropameisterschaften 1984 in Göteborg folgte ein siebter Platz über 1500 Meter bei den Halleneuropameisterschaften 1985 in Piräus.
Bei den Europameisterschaften 1986 in Stuttgart wurde sie Vierte über 1500 Meter, und bei den Halleneuropameisterschaften 1987 in Liévin holte sie über dieselbe Distanz Bronze.
1991 errang sie Silber bei den Hallenweltmeisterschaften in Sevilla, schied aber über dieselbe Distanz bei den Weltmeisterschaften in Tokio im Vorlauf aus. Bei den Halleneuropameisterschaften 1992 in Genua wurde sie Siebte über 1500 Meter.
1983 wurde sie tschechoslowakische Meisterin über 3000 Meter, 1984 sowie 1986 über 1500 Meter und 1990 über 800 Meter. In der Halle holte sie 1982 den tschechoslowakischen Titel über 3000 Meter und 1983 sowie 1985 über 1500 Meter. 1993 wurde sie tschechische Meisterin über 800 Meter in der Halle und über 1500 Meter im Freien.

## Persönliche Bestzeiten
- 800 m: 2:01,12 min, 11. Juni 1986, Ostrava
  - Halle: 2:02,99 min, 1984
- 1000 m: 2:39,87 min, 10. September 1991, Berlin
- 1500 m: 4:01,84 min, 11. August 1986,	Budapest
  - Halle: 4:06,22 min, 10. März 1991, Sevilla
- 1 Meile: 4:22,82 min, 5. September 1986, Brüssel
- 3000 m: 8:55,54 min, 8. August 1983, Helsinki
  - Halle: 9:02,13 min, 13. Februar 1991, Berlin